# Sugar Ray
Sugar Ray je americká rocková hudební skupina. Vznikla v Kalifornii v roce 1986. Původní sestavu tvořili zpěvák a kytarista Mark McGrath, kytarista Rodney Sheppard, baskytarista Murphy Karges a bubeník Stan Frazier. V roce 1995 se ke kapele přidal diskžokej DJ Homicide. Ten odešel v roce 2010, přičemž bubeník s baskytaristou skupinu opustili o dva roky později. Své první album nazvané Lemonade and Brownies skupina vydala v roce 1995 a následovalo několik dalších. V roce 2000 kapela nahrála píseň „Spinning Away“ na soundtrack k filmu Pláž. Jde o covervezi od Johna Calea a Briana Ena z jejich společné desky Wrong Way Up.

## Diskografie
- Lemonade and Brownies (1995)
- Floored (1997)
- 14:59 (1999)
- Sugar Ray (2001)
- In the Pursuit of Leisure (2003)
- Music for Cougars (2009)
- Little Yachty (2019)